# Монгомо
Монгомо (шп. Mongomo) је град у континенталној Екваторској Гвинеји, главни град покрајине Веле-Нзас. Налази се на истоку државе, на граници са Габоном. Према подацима из 2012. године има 7.251 становника.

## Демографија
Број становника по годинама.:
| 1983  | 2001  | 2010  |
| ----- | ----- | ----- |
| 2 370 | 5 791 | 7 089 |

## Спорт
У граду постоји фудбалски клуб Депортиво који се такмичи у првој лиги Екваторијалне Гвинеје. Стадион у Монгому је био један од четири домаћина Афричког купа нације 2015. године. Стадион има капацитет 15.000 места.